# Igor Levit
Igor Levit (in russo Игорь Левит?; Nižnij Novgorod, 1987) è un pianista russo naturalizzato tedesco.

## Biografia
Levit ha iniziato a suonare il piano all'età di tre anni e da bambino ha avuto i suoi primi successi sul palco del concerto nella sua città natale, Nizhny Novgorod. La sua famiglia si è trasferita ad Hannover nel 1995. Dal 1999 al 2000 ha studiato al Mozarteum di Salisburgo con Hans Leygraf e dal 2000 al 2010 alla Hochschule für Musik, Theater und Medien di Hannover con Karl-Heinz Kämmerling, Matti Raekallio e Bernd Goetzke. 
Durante i suoi studi ha vinto numerosi premi internazionali, incluso il secondo premio all' International Maria Callas Grand Prix, Atene (2004), primo premio al 9 ° Hamamatsu International Piano Academy Competition ad Hamamatsu (2004), il secondo premio al concorso Kissinger Klavierolymp (2004), la medaglia d'argento e altri tre premi al Concorso internazionale di pianoforte Arthur Rubinstein a Tel Aviv (2005), e il Luitpoldpreis (Premio Luitpold) per giovani artisti al Festival Kissinger Sommer a Bad Kissingen (2009) .
Levit è apparso nelle principali sale da concerto e festival musicali di tutto il mondo.

## Discografia
- Beethoven: The Late Piano Sonatas. Nel 2013 Levit ha pubblicato il suo album di debutto, una serie di due dischi delle sonate per pianoforte di Ludwig van Beethoven (n. 28-32), su Sony Classical Records.
- Bach: Partitas. Il suo secondo album Sony è una registrazione delle sei Partite per tastiera di Johann Sebastian Bach nel 2014.
- Bach, Beethoven, Rzewski. Il suo terzo album Sony, un set di 3 CD comprendente le Variazioni Goldberg di Bach, le Variazioni Diabelli di Beethoven e The People United Will Never Be Defeated! di Frederic Rzewski, è stato pubblicato nell'ottobre 2015.
- Life. Pubblicato nel 2018, include composizioni di Ferruccio Busoni, J. S. Bach, Robert Schumann, F. Rzewski, Richard Wagner, Franz Liszt e Bill Evans (Sony Classical).
- Beethoven: Complete Piano Sonatas. Nove dischi con tutte le sonate per pianoforte di Ludwig van Beethoven (n. 1 - 32), pubblicato nel 2019 (Sony Classical).